# George W. Hayward

George W. Hayward

George Jonas Whitaker Hayward (* 9. Juni 1839; † im August 1870 in Yasin bei Kaschgar, China) war ein britischer Forschungsreisender.
George W. Hayward führte im Auftrag der Londoner Royal Geographical Society von 1868 bis 1869 eine Reise von Indien über den Himalaja nach Ostturkistan aus, bestimmte dabei die Lage von Kaschgar und Jarkand durch astronomische Beobachtungen und brachte wertvolle Nachrichten über Bodengestaltung, Natur und Bevölkerung jenes Reichs heim. Sein Bericht „Journey from Leh (Ladakh) to Yarkand and Kashgar“ erschien im Journal der genannten Gesellschaft, Band 40 (1870). Noch in demselben Jahr (1869) versuchte er zu dem Gebirgsland Pamir an den Quellen des Amu Darja vorzudringen, wurde aber im August 1870 in Yasin bei Kaschgar von den Eingeborenen ermordet. Vergleiche dazu „Letters from Hayward on his explorations in Gilgit and Yassin“ (im oben genannten Journal, Band 41).
Henry Newbolt veröffentlichte ein Gedicht auf seinen Tod (He fell among the thieves, 1897).